# HMS Delight (H38)
HMS Delight (H38) là một tàu khu trục lớp D được Hải quân Hoàng gia Anh Quốc chế tạo vào đầu những năm 1930. Thoạt tiên được phân về Hạm đội Địa Trung Hải, nó được điều sang Trạm Trung Quốc vào đầu năm 1935, và tạm thời được bố trí Hồng Hải vào đầu năm 1935 do cuộc Khủng hoảng Abyssinia trước khi quay trở lại nhiệm sở, nơi nó ở lại cho đến giữa năm 1939. Delight được điều trở lại Hạm đội Địa Trung Hải ngay trước khi Chiến tranh Thế giới thứ hai nổ ra vào tháng 9 năm 1939, rồi sau đó phục vụ cùng Hạm đội Nhà trong Chiến dịch Na Uy. Delight bị máy bay ném bom Đức đánh chìm vào ngày 29 tháng 7 năm 1940 đang khi tìm cách băng qua eo biển Manche vào ban ngày.

## Thiết kế và chế tạo
Delight có trọng lượng choán nước tiêu chuẩn 1.375 tấn Anh (1.397 t), và lên đến 1.890 tấn Anh (1.920 t) khi đầy tải. Nó có chiều dài chung 329 foot (100,3 m), mạn thuyền rộng 33 foot (10,1 m) và mớn nước 12 foot 6 inch (3,8 m). Con tàu được cung cấp động lực bởi hai turbine hơi nước hộp số Parsons, dẫn động hai trục chân vịt, tạo ra công suất 36.000 mã lực càng (27.000 kW) cho phép đạt tốc độ tối đa 36 hải lý trên giờ (67 km/h; 41 mph). Hơi nước cho turbine được cung cấp bởi ba nồi hơi ống nước Admiralty hoạt động ở áp suất 310 psi (2.137 kPa). Delight mang theo tối đa 473 tấn Anh (481 t) dầu đốt cho phép nó có tầm xa hoạt động 5.870 hải lý (10.870 km; 6.760 mi) ở tốc độ đường trường 15 hải lý trên giờ (28 km/h; 17 mph). Thành phần thủy thủ đoàn bao gồm 145 sĩ quan và thủy thủ.
Chiếc tàu khu trục được trang bị bốn khẩu pháo QF 4,7 in (120 mm) Mk IX trên các tháp pháo đơn, được đặt tên 'A', 'B', 'X' và 'Y' tuần tự từ trước ra sau. Cho mục đích phòng không, Delight có một khẩu QF 12-pounder Mk V bố trí giữa hai ống khói và hai khẩu đội súng máy QF 0.5-inch Vickers Mk III bốn nòng đặt ở hai bên cánh cầu tàu. Nó còn được trang bị hai bệ ống phóng ngư lôi bốn nòng trên mặt nước dùng cho ngư lôi 21 in (530 mm). Một đường ray và hai máy phóng được dùng để thả mìn sâu, thoạt tiên mang theo 20 quả mìn, nhưng được tăng lên 35 quả không lâu sau khi chiến tranh bắt đầu.
Delight được đặt hàng vào ngày 2 tháng 2 năm 1931 tại xưởng tàu của hãng Fairfield Shipbuilding and Engineering Company, ở Govan, Scotstoun trong Kế hoạch Chế tạo 1930. Nó được đặt lườn vào ngày 22 tháng 4 năm 1931, hạ thủy vào ngày 2 tháng 6 năm 1932, và hoàn tất vào ngày 31 tháng 1 năm 1933 với chi phí tổng cộng 229.378 Bảng Anh, không kể đến những thiết bị do Bộ Hải quân Anh cung cấp như vũ khí, đạn dược và thiết bị vô tuyến.

## Lịch sử hoạt động
Sau khi hoàn tất, Delight được sử dụng vào việc thử nghiệm ngư lôi Mark IX cho đến ngày 24 tháng 4 năm 1933, rồi gia nhập Chi hạm đội Khu trục 1 tại Địa Trung Hải, và từng được bố trí một thời gian ngắn đến vịnh Ba Tư vào tháng 9–tháng 11 năm 1933. Con tàu được tái trang bị tại Portsmouth từ ngày 3 tháng 9 đến ngày 25 tháng 10 năm 1934 để phục vụ tại Trạm Trung Quốc cùng với Chi hạm đội Khu trục 8 (sau đổi tên thành Chi hạm đội Khu trục 21), đến nơi vào tháng 1 năm 1935. Nó được điều động về Hạm đội Địa Trung Hải từ tháng 9 đến tháng 11 năm 1935 trong vụ Khủng hoảng Abyssinia, rồi quay trở lại Trạm Trung Quốc. Khi nguy cơ chiến tranh với Đức trở nên rõ ràng, Delight được điều về Địa Trung Hải, khởi hành vào ngày 29 tháng 8 năm 1939 cùng với nhiều tàu chị em. Nó đi đến Aden vào ngày 19 tháng 9, và sau đó là Alexandria, nơi nó hoạt động cùng Hạm đội Địa Trung Hải trong ba tháng tiếp theo. Con tàu được chuyển về Hạm đội Nhà vào tháng 12, và đi đến Portsmouth vào ngày 30 tháng 12.
Nó được tái trang bị cho đến ngày 27 tháng 1 năm 1940 trước khi gia nhập Chi hạm đội Khu trục 3. Delight bị hư hại do thời tiết xấu vào ngày 8 tháng 4, buộc phải quay về cảng để sửa chữa. Trong Chiến dịch Na Uy, Delight hộ tống cho tàu sân bay HMS Furious khi nó quay về Scapa Flow vào ngày 25 tháng 4 để bổ sung máy bay. Vào ngày 1 tháng 5, nó chuyển binh lính đến các tàu tuần dương hạng nhẹ HMS Manchester và HMS Birmingham thuộc Hải đội Tuần dương 18 trong cuộc triệt thoái khỏi Åndalsnes. Delight hỗ trợ cho binh lính Đồng Minh vào các ngày 27–28 tháng 5 khi họ tái chiếm Narvik trước khi nó được gửi đến Bodø vào ngày hôm sau xác minh báo cáo về việc quân Đức đổ bộ. Trong hai đêm tiếp theo, nó cùng bảy tàu khu trục khác giúp triệt thoái binh lính Anh khỏi Bodø. Vào ngày 7-8 tháng 6, Delight hộ tống một đoàn tàu vận tải triệt thoái binh lính Anh khỏi Narvik (Chiến dịch Alphabet).

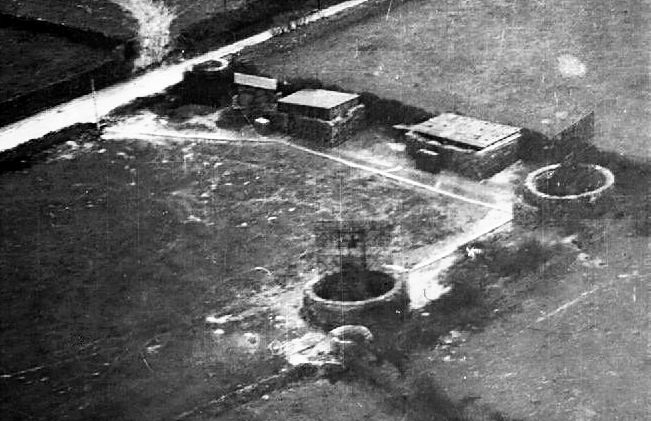
Một bức không ảnh năm 1941 chụp hai dàn radar Freya tại Auderville.

Con tàu đã đi đến hỗ trợ cho chiếc tàu buôn tuần dương vũ trang HMS Scotstoun sau khi nó trúng ngư lôi phóng từ tàu ngầm Đức U-25 vào ngày 13 tháng 6. Lò đốt siêu nhiệt của nó được thay thế tại Rosyth từ ngày 21 tháng 6 đến ngày 24 tháng 7. Sau khi rời cảng Portland vào ban ngày bất chấp lệnh cấm, con tàu bị dàn radar Freya tại Cherbourg phát hiện, và Không quân Đức được báo động. Ở vị trí cách 20 dặm (32 km) ngoài khơi Portland Bill, nó bị 16 máy bay Đức tấn công. Một quả bom đã đánh trúng sàn trước, gây một đám cháy và sau đó là một vụ nổ. Con tàu bị đắm chiều tối ngày hôm đó, với sáu thành viên thủy thủ đoàn thiệt mạng trong vụ tấn công.
Xác tàu đắm của Delight nằm ở độ sâu 62 mét (203 ft), bị vỡ ra nhiều mảnh. Phần giữa con tàu bị lật úp, mũi tàu bị vỡ, và đuôi tàu ở tư thế thẳng đứng. Do xác tàu được chỉ định là một địa điểm được bảo vệ theo Luật bảo vệ di sản quân sự 1986, không được phép đi vào xác tàu hoặc vùng mảnh vỡ mà không có giấy phép.